# København (barco)
El København (Copenhague en danés) fue una bricbarca danesa de cinco mástiles utilizada como velero de entrenamiento naval hasta su desaparición después del 22 de diciembre de 1928. Construido para la Compañía Asiática Oriental Danesa en 1921, fue la embarcación de vela más grande del mundo en su momento, y fue principalmente utilizada como entrenamiento naval para cadetes jóvenes.
Las últimas noticias que se tuvieron del København fueron el 21 de diciembre de 1928, mientras hacía la ruta entre Buenos Aires y Australia. Cuando fue patente que el barco había desaparecido, se comenzó una extensa búsqueda, pero no se encontró ningún rastro. Su desaparición se ha convertido en uno de los grandes misterios marítimos de la era moderna, y dio lugar a mucha especulación sobre el destino final de la nave.

## Descripción
El København fue construido por la firma Ramage and Ferguson en Leith, Escocia (número 256), comenzando en 1913. Se terminó el 24 de marzo de 1921. Fue construido para la Compañía Asiática Oriental Danesa como un barco de entrenamiento naval. Conocido como el "Gran Danés", fue la mayor embarcación de vela del mundo cuando se completó. Medía 131 metros de largo y pesaba 3.965 toneladas; sus cinco mástiles medían casi 20 pisos de alto y las velas tenían una superficie de 5.202 metros cuadrados. Tenía un motor auxiliar diésel, así como un transmisor inalámbrico. El mascarón de proa era una talla del obispo Absalón con casco.
Principalmente destinado al entrenamiento de jóvenes cadetes que querían obtener una licencia de oficial, el barco compensó algunos de sus costes llevando cantidades limitadas de cargamento en sus viajes. El barón Nils Juel-Brockdorff vigiló la construcción del barco, y posteriormente actuó como su primer capitán. Desde 1921 hasta 1928 el barco hizo nueve viajes, visitando casi cada continente y completando dos circunnavegaciones.

## Desaparición
El 21 de septiembre de 1928, el København salió de Nørresundby en Jutlandia del Norte hacia Buenos Aires en su décimo y, eventualmente, último viaje. El capitán era Hans Andersen; 75 personas iban a bordo, incluyendo 26 marineros y 45 cadetes. El objetivo era descargar un cargamento de creta y cemento en bolsa en Buenos Aires, subir otra carga y navegar hasta Melbourne, donde cargarían un envío de trigo australiano que llevarían de vuelta a Europa.
El København llegó a Buenos Aires el 17 de noviembre de 1928, e impresionó a la población local, especialmente a los emigrantes daneses. Se descargó la mercancía; sin embargo, la partida se retrasó porque no había comisiones de pago para llevar el cargamento a Australia. Finalmente, el 14 de diciembre, el capitán Andersen decidió zarpar hacia Australia sin cargamento. El viaje tenía una duración estimada de 45 días. El 22 de diciembre, el København intercambió mensajes de radio con el barco de vapor noruego William Blumer, indicando que estaban a 900 millas de Tristán de Acuña y que "todo iba bien". El Blumer intentó contactar con el København más tarde esa misma noche, sin conseguirlo. Nunca se volvió a saber nada del København.

## Búsqueda y legado
Debido a la distancia del viaje hacia Australia, y al hecho de que Andersen pasaba habitualmente largos periodos sin enviar mensajes, los daneses no se preocuparon inicialmente. Sin embargo, la preocupación aumentó según fueron pasando los meses y no había noticias del København. En abril de 1929, la Compañía Asiática Oriental Danesa envió un barco de motor, el Mexico, a Tristán de Acuña. Los residentes informaron que habían visto un gran barco de cinco mástiles con su palo de trinquete roto el 21 de enero de 1929; sin embargo, no intentó llegar a la isla. El Mexico, junto a la Royal Navy, buscó al København durante varios meses, pero no encontraron ningún rastro. El gobierno danés declaró al barco y a su tripulación desaparecidos en el mar.
Se han propuesto muchas teorías sobre la desaparición del København'. La más aceptada es que el barco chocó con un iceberg en medio de la oscuridad o la niebla. En ese caso, el barco podría haberse hundido demasiado deprisa para que la tripulación tuviera tiempo de reaccionar. El hecho de que no se encontraran restos de naufragios posteriormente podría deberse a los particularmente seguros carga y cordaje del barco, una necesidad contra los fuertes vientos conocidos como los Rugientes Cuarentas. Una teoría alternativa es que el barco, que iba lastrado sin cargamento, podría haber sido volcado por los fuertes vientos, inutilizando los botes salvavidas para los supervivientes.
Durante los dos años siguientes a la desaparición del København, hubo una serie de avistamientos de un misterioso barco de cinco mástiles que se ajustaba a su descripción en el Océano Pacífico, lo que avivó la especulación sobre el barco. Las primeras informaciones procedieron de pescadores chilenos, y en julio de 1930, la tripulación de un carguero argentino avistó un "barco fantasma" de cinco mástiles durante un vendaval. El capitán les tomó declaración y se preguntó si ese era el "espíritu del Copenhague". En las semanas posteriores tuvieron lugar más avistamientos en la Isla de Pascua y la costa de Perú. Posteriormente, se informó que se habían hallado los restos de un naufragio, incluyendo un fragmento de popa con el nombre "København", en la costa de Australia Occidental.
Siguieron apareciendo posibles restos del barco. En 1934, The New York Times informó que el diario de un cadete del København había sido encontrado en una botella en la Isla Bouvet, en el Atlántico sur. El supuesto diario señalaba que el barco había sido abandonado tras haber sido destruido por icebergs; la tripulación probó suerte en los botes salvavidas. En 1935, se encontraron parcialmente enterrados restos humanos y los restos de un bote salvavidas en la costa suroeste de África. Podrían haber procedido del København.
En 2012, unos submarinistas encontraron restos de un naufragio en la costa suroeste de Tristán de Acuña. El naufragio todavía no ha sido identificado. Las autoridades de la isla están trabajando con el Museo Marítimo Danés, el Ministerio Danés de Asuntos Exteriores y la Compañía Asiática Oriental Danesa para discernir si se trata del København.